# Lepanus storeyi
Lepanus storeyi là một loài bọ cánh cứng trong họ Bọ hung (Scarabaeidae).